# در جبهه غرب خبری نیست
در جبههٔ غرب خبری نیست (به آلمانی: Im Westen nichts Neues) رمانی اثر اریش ماریا رمارک، نویسندهٔ اهل آلمان است که در سال ۱۹۲۹ منتشر شد و داستان آن در جریان جنگ جهانی اول اتفاق می‌افتد. در جبههٔ غرب خبری نیست به ۵۵ زبان ترجمه شده و مشهورترین رمان ضد جنگ در سراسر جهان است.

## زمینه
«در جبههٔ غرب خبری نیست» دو ماه قبل از انتشار به صورت کتاب در روزنامه وسیش با عنوان «گزارش سربازی از جبهه‌های جنگ» چاپ می‌شد. استقبال خوانندگان به گونه‌ای بود که به این خاطر روزنامه تیراژ خود را افزایش داد. رمارک خود تنها شش هفته در خط مقدم جبهه در جنگ جهانی اول حضور داشت، اما این مدت زمان کافی بود که پس از جنگ دیگر نتواند به زندگی معمولی بازگردد و از افسردگی، دلهره و ترس رنج ببرد.

## روایت
تمام داستان به صورت اول شخص از زبان شخصیت اصلی آن (سربازی به‌نام پل بایمر) نقل می‌شود، به جز پاراگراف آخر کتاب که حاوی خبری دربارهٔ پل بایمر است. پل بایمر و تعدادی از هم‌کلاسی‌هایش تحت تأثیر سخنرانی‌های میهن‌پرستانهٔ معلمشان، داوطلبانه در ارتش نام‌نویسی کرده‌اند. اما پس از تجربهٔ واقعیت‌های جنگ به این نتیجه می‌رسند که حس ملی‌گرایی و وطن‌پرستی که با اعتقاد به آن به ارتش پیوستند، اکنون به نظرشان پوچ و توخالی می‌رسد و جنگ چهرهٔ باشکوه و غرورآفرینش را نزد آن‌ها از دست می‌دهد.
بخشی از متن کتاب:
صدای موتورها و ترق و تروق کامیون‌ها گوش ما را کر کرده، زمین از زیادی عبور و مرور عرابه‌ها ناهموار و پست و بلند شده‌است. هیچ‌کس اجازه ندارد آتش روشن کند. دست‌اندازهای راه ما را به هر طرف تکان می‌دهد طوری که دیگر چیزی نمانده از کامیون‌ها معلق زده و پرت شویم در این باب به خود تشویش راه نداده و دل واپس نیستیم چون جز آنکه دست و پایمان بشکند طور دیگری نخواهد شد و البته یک دست شکسته بهتر از گلوله‌ای است که به شکم خورده و آن را سوراخ کند.

شاید چند نفری بین ما از خدا می‌خواستند که چنین اتفاقی برای آن‌ها رخ دهد تا بلکه به واسطه شکستگی اعضا بتوانند به وطن خود مراجعه کنند.

## عنوان کتاب
عنوان انگلیسی کتاب، "All Quiet on the Western Front"، توسط مترجم و از ترجمه لغت به لغت عنوان آلمانی اثر ساخته شده‌است. این عنوان در اصل کتاب به صورت "Im Westen nichts Neues" بوده، که از اعلامیه رسمی که کتاب با آن به پایان می‌رسد (و همچنین فیلم)، قرض گرفته شده‌است. در این اعلامیه، منظور از غرب جبهه غربی است، و مفهوم آن، این است که امروز در جبهه غربی تغییر خاص و مهمی نیفتاده است.
البته هر چند نمی‌توان گفت که ترجمه غلط است، ولی مفهومی که کتاب در پی آن است را به خوبی متن اصلی نمی‌رساند؛ ولی در هر صورت این جمله به خوبی در زبان انگلیسی و سایر زبانهای جهان برای بیان سکون و رکود در هر موردی رایج شده‌است.
در بعضی از زیرنویس‌های فارسی فیلم، این عبارت در انتهای فیلم با عنوان «آتش‌بس در جبهه غربی» نوشته شده‌است!

## کتابسوزی و سلب تابعیت
«در غرب خبری نیست» از کتاب‌هایی بود که در دوران آلمان نازی به اتهام «خیانت به سربازان» مضر تشخیص داده و طعمه کتابسوزی شد. سوزاندن نسخه‌های این کتاب به ابتکار دانشجویان نازی در مه ۱۹۳۳ در میدان اپرای برلین صورت گرفت. هربرت گوتیار، رهبر انجمن دانشجویان آلمان، پیش از آغاز این مراسم اعلام کرد: «ما تصمیم داریم علیه روح ضد آلمانی در این کشور مبارزه کنیم. به این خاطر من اکنون کتاب‌های ضد آلمانی را به دست شعله‌های آتش می‌سپارم.»
اریش ماریا رمارک در سال ۱۹۳۱ به سوئیس مهاجرت کرده بود و در طول جنگ جهانی دوم در آمریکا زیست. وی در سال ۱۹۴۷ به تابعیت این کشور درآمد و تا زمان مرگش در سال ۱۹۷۰ در همان‌جا ماند. حکومت نازی در سال ۱۹۳۸ تابعیت آلمانی را از وی گرفته بود.

## مقدمه نخستین ترجمه فارسی کتاب
نویسندهٔ این کتاب سرباز جوان آلمانی از اعقاب یک فامیل فرانسوی می‌باشد که در زمان شورش فرانسه به حوالی رود رون مهاجرت نموده و تبعیت آلمان را قبول کردند نام او رمارک و فعلاً سی و چهار سال از عمر او می‌گذرد. در سن ۱۸ سالگی از مدرسه داوطلبانه داخل خدمت قشون شده و مأمور فرونت (جبهه) غرب گردید. در موقعیکه در سنگر زیر آتش خمپاره و امواج گاز خفه کننده به‌سر می‌برد مادرش فوت نمود. همه رفقای صمیمی او کشته شدند و در خاتمه جنگ یکه و تنها - ویلان و سرگردان – مانند جوانان هم عصر خود خویشتن را دچار اوضاع منقلب و طوفان بعد از جنگ دیده و مجبور شد برای اشاعهٔ خود به انواع وسایل متوسل گردد مدتی مشغول معلمی شد سپس بعنوان نوازنده در کلیسائی مستخدم گردید بعد به فروش اتومبیل و غیره اشتغال یافته و بالاخره نویسنده و مؤلف گردید.
شاید یکسال و نیم قبل وقتی که مشغول نگارش سرگذشت و تجارب شخصی خود و رفقای سابقش بود هیچ تصور نمی‌کرد که تألیف او این اندازه قابل اهمیت شده و صیت شهرت او تا اکناف عالم برسد چهارماه نکشید که کتاب او چندین بار طبع و به السنه مختلف (زبان‌های مختلف) ترجمه گردیده بین توده مردم تولید هیجانی برپا نمود.
رمارک در کتاب خود سه چیز را که عبارت از جنگ، مقدرات جوانان یک عصر و حس رفاقت باشد بوجه احسن مجسم می‌سازد؛ که در موقع جنگ فقط برای یک مشت مردم بدبخت پیدا شده بود همانا حس رفاقت تزلزل ناپذیری بود که تحمل کلیه مصائب و شداید رستاخیز جنگ را برای سربازان سهل و آسان می‌کرد.
رمارک هرچند که کتاب خود را به طرز رمان برشته تحریر درآورده ولی تمام آن شرح وقایع و حوادثی است که برای او و رفقایش رخ داده و جنگ را با تمام بدبختی‌های آن در نظر هر خواننده مجسم می‌سازد.
تا به حال کتابی با این طرز و اسلوب که حقیقت و عظمت جنگ را برساند تألیف نگردیده‌است و از این جهت کتاب او نه فقط در آلمان بلکه در تمام ممالک عالم تأثیر عجیبی نموده و برای ربودن آن سر و دست می‌شکستند.
برای برداشتن سینمای آن (برای ساختن فیلم سینمایی کتاب) مخارج هنگفتی نمودند. سال گذشته خیال داشتند جایزه ادبی نوبل را به او بدهند. شاهکاری کتاب آن است که مؤلف به همان زبان سربازی که حرف می‌زده کتاب خود را خالی از هر شاخ و برگ ادبی نوشته و احساسات چندین میلیون مردمان بیگناه را که دچار عفریت مرگ شده بودند و چشم از هر چیز پوشیده حیات و بقای خود را واگذار به قضا و قدر کرده بودند بقدری ساده بیان می‌کند که گاهی شما را به خنده انداخته و زمانی بی‌اندازه متأثر می‌سازد.
هیچ کتابی به اندازه آن در دوره حیات مولفش طبع و منتشر نگردیده و هیچ مؤلفی مثل رمارک از تراوشات قلمی و حق ترجمه کتاب خود نفع نبرده و گویا فعلاً مانند یکی از متمولین در آمریکا زیست می‌نماید.

با وجود آنکه عده ای از افسران سابق و مردمان متعصب در آلمان نویسنده مزبور و نگارشات او را مخالف حیثیت ملی و شئون نظامی آلمان قلمداد نموده و حزب کلاه خود در کتاب موسوم به (آلمان - آلمان مافوق همه) اصل و نسب او را یهودی معرفی کردند و هیئتی را مأمور تحقیق در احوال و گزارش‌های او نموده و حتی نوشتند که این شخص ابداً رنگ سنگر را ندیده و به شغل دفتری در ارکان حزب ولیعهد سابق آلمان اشتغال داشته و این یادداشت‌ها را از سایرین دزدیده و بهم انداخته‌است ولی مع‌هذا هیچگونه لطمه به بزرگی و عظمت کتاب او وارد نیامده است چون جنبه تعصب ملی را کنار گذاشته و از هیچ دسته و مملکتی طرفداری ننموده، جنگ و وحشی گریهای آنرا کما هو حقه (آنطور که شایسته آن است) به عالمیان گوشزد نموده‌است.— ه – سپانلو
۱۳۰۹ شمسی

## اقتباس سینمایی

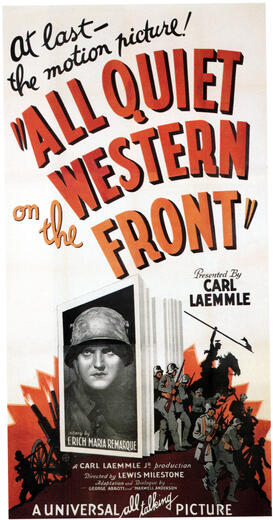
پوستر فیلم سینمایی در جبهه غرب خبری نیست در سال ۱۹۳۰

در سال ۱۹۳۰ از روی این کتاب فیلمی به کارگردانی لوئیس مایلستون ساخته شد. فیلمنامه این اثر توسط چند تن از هنرمندان آن دوره از جمله مکسول اندرسون، جورج ابوت، دل اندروز و سی. گاردنر سالیوان نوشته شد.
از‍ جمله بازیگران این اثر لوئیس وولهایم، لو آیرس، جان ورای، آرنولد لوسی و بن الکساندر بودند.
کارل لملی جونیور برای تهیه‌کنندگی این فیلم برنده جایزه اسکار بهترین فیلم سال ۱۹۳۰ شد همچنین لوئیس مایلستون، جایزه اسکار بهترین کارگردانی آن سال را به خود اختصاص داد. این فیلم اولین فیلم ناطق و غیر موزیکال بود که برنده جایزه اسکار بهترین فیلم شد.
همچنین دو نامزدی دیگر در رشته‌های جایزه اسکار بهترین فیلم‌برداری و جایزه اسکار بهترین فیلم‌نامه اقتباسی کسب کرد.
در سال ۱۹۷۹ نیز فیلمی تلویزیونی به کارگردانی دلبرت من و بازی ریچارد توماس، ارنست بورگناین، دونالد پلیسنس، ایان هولم و پاتریشا نیل از روی این زمان ساخته شد.
همچنین در سال ۲۰۲۲ فیلم سینمایی دیگری از روی این رمان با همین نام توسط کمپانی نتفیلیکس به کارگردانی ادوارد برگر و با بازی دانیل برول، آلبرشت شوخ و دیوید اشتریسو منتشر شد.

## مشخصات نشر
- رمارک، اریش ماریا، در جبهه‌ی غرب خبری نیست؛ ترجمهٔ رضا جولایی، تهران: نشر چشمه، ۱۴۰۱.
- رمارک، اریش ماریا، در غرب خبری نیست؛ ترجمهٔ هادی سیاح سپانلو، تهران: انتشارات ابن سینا، ۱۳۳۴.
- رمارک، اریش ماریا، در غرب خبری نیست؛ ترجمهٔ سیروس تاجبخش، تهران: انتشارات فرانکلین، ۱۳۴۶.
- رمارک، اریش ماریا، در جبههٔ غرب خبری نیست؛ ترجمهٔ رضا ژوئیهی، تهران: جویا، ۱۳۸۵.
- رمارک، اریش ماریا، در غرب خبری نیست؛ ترجمه پرویز شهدی، تهران: انتشارات صدای معاصر، ۱۳۹۲